# Chowder (serial animowany)
Chowder (2007–2010) – amerykański serial animowany, emitowany w Polsce w Cartoon Network od 10 maja 2008 roku.

## Fabuła i miejsce akcji
Akcja serialu rozgrywa się w małym mieście Marcepanowo (ang. Marzipan City), które wyglądem przypomina miasta państw Dalekiego Wschodu (np. Indii). Kreskówka opowiada o tytułowym Chowderze – dziecku, które chce zostać szefem kuchni. Dlatego trenuje pod okiem słynnego mistrza Mung Daala. Wraz ze Sznyclem, Chowder pomaga w cateringu swojemu mistrzowi. Chowder mieszka razem ze swoim nauczycielem Mung Daalem, jego żoną Truflą, Sznyclem i chmurką smrodu Kimchim. Młody kucharz jest bardzo łakomy i właśnie dlatego nie może osiągnąć swojego celu. Chowder wraz ze swoimi najbliższymi przyjaciółmi przeżywa wiele przygód w Marcepanowie.

## Obsada
| Postać | Aktor           | Polska wersja językowa     |
| --- | --------------- | -------------------------- |
| Chowder | Nicky Jones     | Anna Apostolakis-Gluzińska |
| Mung Daal | Dwight Schultz  | Mieczysław Morański        |
| Trufla | Tara Strong     | Małgorzata Boratyńska      |
| Sznycel | John DiMaggio   | Zbigniew Konopka           |
| Paninka | Liliana Mumy    | Monika Pikuła              |
| Endywia | Mindy Sterling  | Anna Sroka-Hryń            |
| Gazpacho | Dana Snyder     | Janusz Wituch              |
| Gorgonzola | Will Shadley    | Karina Kunkiewicz          |
| Kimchi | Carl Greenblatt | —                          |
| Paté | John DiMaggio   | Wojciech Paszkowski        |
| Kewiczi | Elan Garfias    | Beata Łuczak               |
| Wersja polska: Master Film na zlecenie Warner Bros. Reżyseria: Małgorzata Boratyńska Dialogi polskie: Elżbieta Kowalska Dźwięk: Wojciech Kalinowski i Jakub Lenarczyk Montaż: Paweł Siwiec Kierownictwo produkcji: Agnieszka Wiśniowska Lektor: Przemysław Nikiel Opracowanie muzyczne: Piotr Gogol Czołówkę śpiewali: Anna Apostolakis, Mieczysław Morański, Małgorzata Boratyńska i Zbigniew Konopka |                 |                            |

## Potrawy i jedzenie

### Potrawy
- Abecebula (ang. Munion) - odpowiednik cebuli, występujący tylko w odcinku „Nowa licencja”.
- Bekane chrapki (ang. Burple nurples) - fioletowe ciastko w kształcie kwiatka. Na środku znajduje się coś w rodzaju dzióbka, którym bekają i chrapią. Chowder zrobił bekane chrapki, ale użył trucizny zamiast chrapandra i do tego dodał jajka.
- Bokser budyń – zielony budyń. Można się w nim taplać.
- Bomby Wan-Tan (ang. Won-Ton bombs) - prawdopodobnie odpowiednik chińskich pierożków wonton. Są żółte, mają twarz i trzymają w rękach zimne ognie.
- Bumgranaty – fioletowa, wybuchowa gruszka z lontem.
- Cepluczyni
- Chleb wsitkowy – rodzaj chleba, który zdaniem Munga gryzie się z plamidorem.
- Ciasteczka z smasłem kożuchowym – ciasteczka, które Mung miał upiec według łańcuszkowego przepisu.
- Cynamonowy sugus - cynamonowe ciasto z lukrem.
- Fajerprzegryzki – fajerwerki zerwujące jedzenie. Używane w domu mogą wywołać pożar.
- Fitza – odpowiednik pizzy.
- Fuszerowane jajka – przekrojone na pół jajka z kolorowym białkiem. Są wypchane farszem w miejscu gdzie normalnie jest żółtko. Farsz robi się z warzyw w wielkim mikserze. Zamiast zwykłych ostrzy stoi tam człowiek trzymający noże. Obraca się nim korbą z zewnątrz.
- Gazowana marchwianka – napój gazowany koloru pomarańczowego. Sprzedaje się go w pomarańczowych puszkach. Zamiast kapsla mają listek, który się zrywa. Nie należy wstrząsać, gdyż bardzo się pieni. Gdy matka Gazpachia jest zdenerwowana, to pije jej dużo, „bo lubi sobie beknąć”.
- Gluciel mleczny – napój na mleku pomagający w zaśnięciu. Głównym składnikiem jest korzeń indoru.
- Graby – okrągłe, zielone owoce z rękami i oczami. Graby trzymają się właściciela (lub pałki na graby) dopóki nie dojrzeją.
- Guma odmieniówa (ang. Grubble gum) – guma do żucia, z której balon może przybierać różne kształty. Bardzo lepka, wytrzymała i trudna do zeskrobania.
- Hałata (ang. Wettuce) - odpowiednik sałaty, występujący tylko w odcinku „Nowa licencja”.
- Jagodzyń – fioletowa, duża wiśnia z twarzą.
- Jagonici – zielone nici z listkiem, uformowane na kształt maliny. Dojrzałe barwią zęby na szmaragdowo, a niedojrzałe na trawiasto.
- Kiełbaski z czerwoną papryką – kiełbaski z papryką. Ugniata się czerwoną paprykę, kiełbasę, masło i jaja. Następnie wkłada się do piekarnika i piecze.
- Klawa – odpowiednik kawy.
- Korona mięs – korona z mięsa. Robiąc taką koronę dopasowuje się ją do głowy klienta. Gdy klient założy koronę wypełnia się ją sosem barbecue.
- Kulebiak z klapiustą – zielona zapiekanka. Tradycyjna potrawa w Górnym Szwarc Forgen Morgen Lorgenlandzie. Do jej zrobienia należy założyć tradycyjne stroje. Najpierw trzeba udusić klapiustę w klapiustozgryzarce aby dobrze śmierdziała, a następnie dodać tradycyjnego sera glamburgera.
- Kupa lodów – jedna z pierwszych potraw zrobionych przez Chowdera. Składa się z: ręki, buta, kiełbas, zielonej mazi i ryby. Wszystko to położone jest na talerzu i przykryte spleśniałą bułką.
- Kwasówka (ang. Puckerberry) - zielony owoc przypominający limonkę, jednak jeszcze kwaśniejszy. Kwaśny sok owocu jest bardzo niebezpieczny. Gdy kwasówka osiąga optymalną dojrzałość należy ją zerwać odcinając zieloną łodyżkę. Objawy połknięcia:
  - drgawki,
  - gazy,
  - łzawienie oczu,
  - utrata panowania nad pęcherzem,
  - wessanie głowy przez jamę ustną,
  - wykrzywienie warg.

Jednak doświadczony kucharz wie jak zneutralizować kwaśny smak słodkim.
- Lizak (ang. Lollistops) - duże lizaki w kształcie znaku STOP.
- Lumpenikiel – odpowiednik pumpernikla.
- Łabuka – zielononiebieskie owoce z małymi rękami i mackami.
- Mamrotany suflet – mówił o nim Gazpachio w odcinku Występ Gazpachia.
- Mangoleos
- Meache – pomarańczowe, przypominające brzoskwinie, agresywne owoce z ustami. Królowa meachów to spokojny, pełen smaku owoc. Po porwaniu królowej meachów przez Munga panicznie się ich boi.
- Meach-lotka – ciasto, które robi się z królowej meachów. Wygląda jak szarlotka. Tak jak owocu, z który się robi te ciasto, Mung też się boi.
- Mięsiwo tuzinonogiej żaby jaskiniowej – zielona szynka z tuzinem nóg. Ważny składnik musu z walniętego żabiego jabłka. Kroi się je w żabozgryzarce. Przed posiekaniem należy usunąć wybuchowy woreczek smrodowy. Cytat Munga: „Gdyby ten woreczek eksplodował w żabozgryzarce! Bum! Danie byłoby do wyrzucenia”.
- Mus z walniętego żabiego jabłka - (ang. Froggie apple crumble thumpkin) - trudna w wykonaniu potrawa dla zaawansowanych. Przypomina zieloną zapiekankę. Na samym końcu z potrawy wyrasta wielka ręka zrobiona z musu. Kucharz musi ją pokonać w walce na kciuki. Do jej wykonania potrzebne są m.in. jabłka i mięsiwo tuzinonogiej żaby jaskiniowej.
- Nastrójwoc – naszyjnik z kolorowych, jadalnych koralików. Mają sok. Przybierają kolor odpowiadający temu, kto je nosi.
- Niebonan (ang. Bluenana) - niebieski banan.
- Nieowoc – sześcienny, biały przedmiot z zielonym listkiem. Nie ma żadnego smaku. Jednak kiedy zerwie się listek nieowoc zmienia się po kolei w różne owoce. Aby zatrzymać go na danym owocu należy uderzyć w niego pałką.
- Niuńkowy nugat – nugat z orzechów niuńka, który robi się w trzeciek.
- Nomido – duże, czerwone domino.
- Omlety z jodzynkami – fioletowe omlety z jodzynkami, które wyglądają jak jagody. Są prawdopodobnie odpowiednikiem rodzynek. Omlety są lepsze z syropem, gdyż są suche.
- Orzechy niuńka – duże, brązowe, hałaśliwe, bezczelne orzechy z twarzą.
- Papu dla mózgu (ang. Brain grub) - fioletowa galaretka z niewielką ilością małych włosów. Wzmacnia mózg.
- Pawiowy fafel (ang. Flibber flabber) - potrawa odchudzająca, która wygląda jak zielona galaretka. Jest jednak bardzo niesmaczna. Jedynym, któremu smakuje jest Chowder.
- Pierogi – duże, zielone kloce. Na końcu ich robienia należy je „trzepnąć”.
- Plamidor (ang. Slomato) - odpowiednik pomidora, występujący tylko w odcinku „Nowa licencja”.
- Powitalne pulpeciki – mówiące pulpety z twarzą.
- Półtonowa babka (ang. Thousand pound cake) – babka, ważąca pół tony.
- Ptysie mleczko – połączenie ptysiów i ptasiego mleczka. Przynosi szczęście.
- Pudrowane serca – kruche, drapiące w gardle, różowe ciastka w kształcie serca. Paninka dawała je Chowderowi.
- Rosnomniaki – wciąż rosnące ziemniaki. By powstrzymać ich wzrost trzeba je obrać.
- Sczekoladowy strudel-dudel – czekoladowy strudel z różową polewą i wisienką. Mung miał konkurencję związaną ze strudlem - Endywię.
- Skrzący się bąbelkowany pudding – różowy pudding w foremkach do babeczek.
- Słoniomelonicowy chłodnik – zupa, której ważnym składnikiem jest sok słoniomelonic. Sok jest koloru pomarańczowego więc prawdopodobnie chłodnik też może być.
- Sok frapkowy – sok koloru pomarańczowego.
- Stalowe drożdżówki – drożdżówki ze stali. Jedynym, który potrafi je unieść jest Sznycel.
- Stasie mleczko – odpowiednik ptasiego mleczka.
- Straszne tańczące diabolo – najrzadsze i najostrzejsze z papryk. Wyglądają jak zwykła papryka chili. Płoną zielonym ogniem. Połknięcie ich w bardzo dużej ilości naraz jest niebezpieczne. Powoduje zianie ogniem do chwili strawienia papryczek.
- Suflet golibrody z otwartą buzią – różowy suflet, który do wyrośnięcia potrzebuje piosenki, śpiewanej z szeroko otwartą buzią.
- Syrop arboriański – jeden z najlepszych syropów, pozyskiwany z drzewa Arbora. Jest idealny do omletów z jodzynkami.
- Szmajo (ang. Shmegg) - odpowiednik jaja. W serialu występują także jaja (fuszerowane), ale są one kolorowe.
- Szmelon – odpowiednik melona.
- Śpiewne fasolki (ang. Sing beans) - potrawa wokalna. Im lepiej się ugotuje tym lepiej śpiewa przy serwowaniu. Potrawę tę gotuje się całą noc pod bacznym okiem kucharza. Chowder porównuje je do spoconych skarpetek.
- Tastaluga
- Trąbiące Owocyki
- Wielody – wielosmakowe lody z orzechami. Są pomarańczowo, brązowo, różowo niebieskie i ozdobione małymi (prawdopodobnie jadalnymi) diamentami. Smaki:
  - czekolada,
  - jagoda,
  - malina,
  - szampan,
  - śmietanka.
  - trufla,
  - banan,
  - wanilia,
- Wredny Torcik – biały tort z twarzą. Uwielbia denerwować ludzi. Matka Gazpachia zamówiła mu jeden w odcinku Występ Gazpachia.
- Wypieczyste – duża pieczeń z twarzą. Gdy podleje się je winem z kartonu, często marudzi. Ugotowanie jej trwa 48 godzin.
- Zielody (ang. Thrice cream) - ulubione lody Chowdera. Mung próbując pozbyć się obsesji Chowdera na punkcie zielodów, tworzy z nich Zielodziarza. Plan Munga się udaje, a Chowder przestaje jeść zielody, gdyż po całym dniu na tym spędzonym się rozchorował.
- Ziemniodory – odpowiednik ziemniaków.
- Zrazówka myślęca – prawdopodobnie odpowiednik zrazu cielęcego. Mówił o nim Gazpachio w odcinku Występ Gazpachia.

### Przyprawy
- Madżongnes – odpowiednik majonezu. W odcinku „Służący” jest to madżones.
- Cynamion – odpowiednik cynamonu.
- Fuzel – przyprawa potrzebna do robienia nomido.
- Goździki ścienne – prawdopodobnie odpowiednik goździków zmiennych. Przypominają trochę fasolki.
- Korzeń indoru – silny środek nasenny. Sproszkowany ma kolor brązowy.
- Manilia – odpowiednik wanilii.
- Pasło – odpowiednik masła. W odcinku „Igrzyska terminatorów” występuje nazwa masło.
- Proszek cynamini – czerwony proszek pomniejszający. Wystarczy mała ilość by zmniejszyć człowieka. Proszek wydobywa się z drzewka cynamini, w którym mieszka potwór cynamini.
- Rozmasło – fioletowy płyn. Zostało tak nazwane by brzmiało podobnie do słowa „rozmysł”. Chowder: „Na przykład z rozmysłem wylać beczkę tego rozmasła?”
- Smasło kożuchowe – odpowiednik masła orzechowego.
- Śmiechtana – odpowiednik śmietany.
- Zegar raperski – przyprawa stosowana do przyrządzania śpiewnych fasolek.

## Odcinki
- Serial po raz pierwszy pojawił się na kanale Cartoon Network:
  - I seria (odcinki 1-12) – 10 maja 2008 roku,
  - I seria (odcinki 13-20) – 10 listopada 2008 roku,
  - II seria (odcinki 21-30) – 6 kwietnia 2009 roku,
  - II seria (odcinki 31-40) – 2 listopada 2009 roku,
  - III seria (odcinki 41-49) – 19 czerwca 2010 roku.
- Odcinek 12 po raz pierwszy pojawił się w rozłączonych epizodach 22 i 28 lutego 2009 roku.

### Spis odcinków
| Premiera odcinka | Nr | Polski tytuł                                  | Angielski tytuł                                    |
| ---------------- | -- | --------------------------------------------- | -------------------------------------------------- |
|                  |    |                                               |                                                    |
| SERIA PIERWSZA   |    |                                               |                                                    |
|                  |    |                                               |                                                    |
| 07.06.2008       | 01 | Zielodziarz                                   | The Thrice Cream Man                               |
| 07.06.2008       | 01 | Pawiowy fafel                                 | The Flibber-Flabber Diet                           |
|                  |    |                                               |                                                    |
| 11.05.2008       | 02 | Mus z walniętego żabiego jabłka               | The Froggy Apple Crumble Thumpkin                  |
| 11.05.2008       | 02 | Dziewczyna Chowdera                           | Chowder’s Girlfriend                               |
|                  |    |                                               |                                                    |
| 17.05.2008       | 03 | Wieczór przy Mahjongu                         | Mahjongg Night                                     |
| 17.05.2008       | 03 | Cuchnąca miłość                               | Stinky Love                                        |
|                  |    |                                               |                                                    |
| 18.05.2008       | 04 | Nowa licencja                                 | Certifrycation Class                               |
| 18.05.2008       | 04 | Śpiewne fasolki                               | Sing Beans                                         |
|                  |    |                                               |                                                    |
| 24.05.2008       | 05 | Guma odmieniówa                               | Grubble Gum                                        |
| 24.05.2008       | 05 | Potwór Cynamini                               | The Cinnamini Monster                              |
|                  |    |                                               |                                                    |
| 25.05.2008       | 06 | Zły adres                                     | The Wrong Address                                  |
| 25.05.2008       | 06 | Zły klient                                    | The Wrong Customer                                 |
|                  |    |                                               |                                                    |
| 31.05.2008       | 07 | Bekane Chrapki                                | Burple Nurples                                     |
| 31.05.2008       | 07 | Sznycel dokonuje wpłaty                       | Shnitzel Makes a Deposit                           |
|                  |    |                                               |                                                    |
| 01.06.2008       | 08 | Występ Gazpachia                              | Gazpacho Stands Up                                 |
| 01.06.2008       | 08 | Smak marcepana                                | A Taste of Marzipan                                |
|                  |    |                                               |                                                    |
| 10.05.2008       | 09 | Władcy kwasówek                               | The Puckerberry Overlords                          |
| 10.05.2008       | 09 | Słoniomelonice                                | The Elemelons                                      |
|                  |    |                                               |                                                    |
| 08.06.2008       | 10 | Zasmarkaniec                                  | Sniffleball                                        |
| 08.06.2008       | 10 | Ten jeden dzień w roku                        | Mung on the Rocks                                  |
|                  |    |                                               |                                                    |
| 16.06.2008       | 11 | Jak suseł                                     | The Heavy Sleeper                                  |
| 16.06.2008       | 11 | Dotyk pleśni                                  | The Moldy Touch                                    |
|                  |    |                                               |                                                    |
| 22.02.2009       | 12 | Służący                                       | At Your Service                                    |
| 28.02.2009       | 12 | Chowder i Pan Fugu                            | Chowder and Mr. Fugu                               |
|                  |    |                                               |                                                    |
| 18.06.2008       | 13 | Wakacje                                       | The Vacation                                       |
| 18.06.2008       | 13 | Nocny żarciotyk                               | The Sleep Eater                                    |
|                  |    |                                               |                                                    |
| 10.11.2008       | 14 | Posiniaczony niebonan                         | The Bruised Bluenana                               |
| 10.11.2008       | 14 | Sznycel i ołowiany farfel                     | Shnitzel & the Lead Farfel                         |
|                  |    |                                               |                                                    |
| 11.11.2008       | 15 | Półtonowa babka                               | The Thousand Pound Cake                            |
| 11.11.2008       | 15 | Kanapka ze szczurem                           | The Rat Sandwich                                   |
|                  |    |                                               |                                                    |
| 12.11.2008       | 16 | Chowder traci czapkę                          | Chowder Loses His Hat                              |
| 12.11.2008       | 16 | Papu dla mózgu                                | Brain Grub                                         |
|                  |    |                                               |                                                    |
| 13.11.2008       | 17 | Igrzyska terminatorów                         | The Apprentice Games                               |
|                  |    |                                               |                                                    |
| 14.11.2008       | 18 | Zepsuta część                                 | Broken Part                                        |
| 14.11.2008       | 18 | Meach-lotka                                   | The Meach Harvest                                  |
|                  |    |                                               |                                                    |
| 17.11.2008       | 19 | Sznycel odchodzi                              | Shnitzel Quits                                     |
|                  |    |                                               |                                                    |
| 18.11.2008       | 20 | Szlaban na stragan                            | Banned from the Stand                              |
| 18.11.2008       | 20 | Kremowa dłoń                                  | Créme Puff Hands                                   |
|                  |    |                                               |                                                    |
| SERIA DRUGA      |    |                                               |                                                    |
|                  |    |                                               |                                                    |
| 06.04.2009       | 21 | Arborianie                                    | The Arborians                                      |
| 06.04.2009       | 21 | Wyprzedaż garażowa                            | The Garage Sale                                    |
|                  |    |                                               |                                                    |
| 14.04.2009       | 22 | Ziejący ogniem                                | The Fire Breather                                  |
| 07.04.2009       | 22 | Skaczące soczki skoczki                       | The Flying Flinger Lingons                         |
|                  |    |                                               |                                                    |
| 08.04.2009       | 23 | Paninka na prezeskę                           | Panini for President                               |
| 08.04.2009       | 23 | Opiekunka Chowdera                            | Chowder’s Babysitter                               |
|                  |    |                                               |                                                    |
| 16.04.2009       | 24 | Firma cateringowa Chowdera                    | Chowder’s Catering Company                         |
| 17.04.2009       | 24 | Chwytliwe powiedzonko                         | The Catch Phrase                                   |
|                  |    |                                               |                                                    |
| 10.04.2009       | 25 | Chowder specjalnie na Święta: Idą Śmiechnięta | A Chowder Holiday Special: Hey, Hey It’s Knishmas! |
|                  |    |                                               |                                                    |
| 24.04.2009       | 26 | Wreszcie randka                               | The Hot Date                                       |
| 10.04.2009       | 26 | Zakupowe szaleństwo                           | The Shopping Spree                                 |
|                  |    |                                               |                                                    |
| 27.04.2009       | 27 | Rejs wycieczkowy                              | The Party Cruise                                   |
| 14.04.2009       | 27 | Bomby Wan-Tan                                 | Won Ton Bombs                                      |
|                  |    |                                               |                                                    |
| 15.04.2009       | 28 | Staruchy w wielkich kapeluchach               | The Big Hat Biddies                                |
| 15.04.2009       | 28 | Labirynt śmierci                              | The Deadly Maze                                    |
|                  |    |                                               |                                                    |
| 15.04.2009       | 29 | B.S.P.                                        | The B.L.T.’s                                       |
| 15.04.2009       | 29 | Kłopoty z Truflą                              | The Trouble With Truffles                          |
|                  |    |                                               |                                                    |
| 30.04.2009       | 30 | Kolacja i spektakl                            | The Dinner Theater                                 |
|                  |    |                                               |                                                    |
| 02.11.2009       | 31 | Sznycelek                                     | Kid Shnitzel                                       |
| 02.11.2009       | 31 | Gazpacho kontratakuje                         | Gazpacho Fights Back                               |
|                  |    |                                               |                                                    |
| 03.11.2009       | 32 | Wielka piłka                                  | Big Ball                                           |
| 03.11.2009       | 32 | Zamrożony mózg                                | The Brain Freeze                                   |
|                  |    |                                               |                                                    |
| 04.11.2009       | 33 | Stara bryka                                   | The Snail Car                                      |
| 04.11.2009       | 33 | Lizaki                                        | The Lollistops                                     |
|                  |    |                                               |                                                    |
| 05.11.2009       | 34 | Wstydliwa tajemnica Endywii                   | Endive’s Dirty Secret                              |
| 05.11.2009       | 34 | Wielka Wyżerka                                | Big Food                                           |
|                  |    |                                               |                                                    |
| 06.11.2009       | 35 | Namalować sobie świat                         | Paint the Town                                     |
| 06.11.2009       | 35 | Bez prądu                                     | The Blackout                                       |
|                  |    |                                               |                                                    |
| 09.11.2009       | 36 | Kostkocykl                                    | The Dice Cycle                                     |
| 09.11.2009       | 36 | Łańcuszkowy przepis                           | The Chain Recipe                                   |
|                  |    |                                               |                                                    |
| 10.11.2009       | 37 | Ogród                                         | The Garden                                         |
| 10.11.2009       | 37 | Czółeczko                                     | Sheboodles!                                        |
|                  |    |                                               |                                                    |
| 11.11.2009       | 38 | Gazpachio wprowadza się                       | Gazpacho Moves In                                  |
| 11.11.2009       | 38 | Moje wielkie cuchnące wesele                  | My Big Fat Stinky Wedding                          |
|                  |    |                                               |                                                    |
| 12.11.2009       | 39 | Dzień Terminatora                             | The Apprentice Appreciation Day                    |
| 12.11.2009       | 39 | Winnica                                       | The Grape Worm                                     |
|                  |    |                                               |                                                    |
| 13.11.2009       | 40 | Pamiętny targ staroci                         | A Faire to Remember                                |
| 13.11.2009       | 40 | Tofu-Town – ostateczna rozgrywka              | Tofu-Town Showdown                                 |
|                  |    |                                               |                                                    |
| SERIA TRZECIA    |    |                                               |                                                    |
|                  |    |                                               |                                                    |
| 30.06.2010       | 41 | Wszystkie ręce na mikser                      | Hands on a Big Mixer                               |
| 30.06.2010       | 41 | Granaty                                       | The Blast Raz                                      |
|                  |    |                                               |                                                    |
| 01.07.2010       | 42 | Skauci                                        | The Apprentice Scouts                              |
| 01.07.2010       | 42 | Beksy owocowe                                 | The Belgian Waffle Slobber-Baker                   |
|                  |    |                                               |                                                    |
| 21.06.2010       | 43 | Najstraszniejszy dom w Marcepanowie           | The Spookiest House in Marzipan                    |
| 21.06.2010       | 43 | Mściwy duch kuraka                            | Poultry Geist                                      |
|                  |    |                                               |                                                    |
| 19.06.2010       | 44 | Odrobina pizzasu                              | A Little Bit of Pizzazz!                           |
| 19.06.2010       | 44 | Bal przebierańców                             | The Birthday Suits                                 |
|                  |    |                                               |                                                    |
| 23.06.2010       | 45 | Wielki skok                                   | The Heist                                          |
| 23.06.2010       | 45 | Kawał                                         | The Prank                                          |
|                  |    |                                               |                                                    |
| 24.06.2010       | 46 | Starość                                       | Old Man Thyme                                      |
| 24.06.2010       | 46 | Czasopismo Chowdera                           | Chowder’s Magazine                                 |
|                  |    |                                               |                                                    |
| 25.06.2010       | 47 | Weekend u Sznycla                             | Weekend at Shnitzel’s                              |
| 25.06.2010       | 47 | Kubki smakowe                                 | Taste Buds                                         |
|                  |    |                                               |                                                    |
| 20.06.2010       | 48 | Chowder dorasta                               | Chowder Grows Up                                   |
|                  |    |                                               |                                                    |
| 29.06.2010       | 49 | Gazpacho                                      | Gazpacho!                                          |
| 29.06.2010       | 49 | Toot                                          | The Toots                                          |
|                  |    |                                               |                                                    |

## Nawiązania
- W odcinku Wreszcie randka pojawia się panna Sara Bella z Atomówek.
- W odcinku Wielki skok przez chwilę widać głowę Bajki z serialu Atomówki.